# Nekrolog 1901
Nekrolog
◄◄
| ◄
| 1897
| 1898
| 1899
| 1900
| 1901 | 1902 | 1903 | 1904 | 1905 | ► | ►►
1. Quartal |
2. Quartal |
3. Quartal |
4. Quartal 
Weitere Ereignisse | Allgemeiner Nekrolog 1901
Die Beschreibung der verstorbenen Person sollte so kurz wie möglich gehalten sein und nur deren signifikante Tätigkeit(en) enthalten.
Neue Namen ggf. auch unter dem Geburts- und Sterbedatum, also etwa unter 1. Januar und im Geburts- und Sterbejahr (2024) eintragen (nur bei entsprechender großer Wichtigkeit). Für Beispiele siehe die schon vorhandenen Artikel.
Außerdem über die fünf zuletzt Verstorbenen, zu denen es einen ausreichend guten Artikel für eine Präsentation auf der Hauptseite gibt, nach der todesbedingten Überarbeitung der Artikel ggf. auch unter Wikipedia Diskussion:Hauptseite informieren und sie am besten auch in den anderen Wikipedia-Sprachversionen eintragen. Tipp: Regelmäßig bei news.google.de nach „ist tot“, „gestorben“ oder „verstorben“ suchen.
Wenn eine Person gestorben ist, gibt es viele Seiten zu dieser Person in der Wikipedia, die davon auch betroffen sind und entsprechend aktualisiert werden müssen. Beispiele: Namenübersichtsseite, Geburtsjahr, Geburtsort-Seiten und viele mehr.
Wie finde ich die betroffenen Seiten?
Im Suchfeld auf der linken Seite gibt man den Suchbegriff so ein: „Vorname Nachname“. Dann klickt man auf Volltext und alle Seiten mit entsprechendem Suchtext werden aufgerufen. Hier sieht man dann schnell, wo auch das Todesjahr Sinn macht oder sogar ein Teil des Artikels angepasst werden muss. Auch hilft das „Werkzeug“ auf der linken Seite sehr gut, um solche Seiten aufzufinden: „Links auf diese Seite“. Somit ist die Wikipedia wieder aktuell in allen Bereichen! Hinweis: bei Eintragung der Kategorie „Gestorben JAHR“ wird der Missbrauchsfilter 49 ausgelöst, was jedoch nicht schlimm ist. Siehe: Spezial:Missbrauchsfilter/49
Dies ist eine Liste von im Jahr 1901 verstorbenen bekannten Persönlichkeiten. Die Einträge erfolgen innerhalb der einzelnen Daten alphabetisch sortiert. Tiere sind im Nekrolog für Tiere zu finden.
Die Liste ist nach Quartalen aufgeteilt:
- Nekrolog 1. Quartal 1901: Januar, Februar und März
- Nekrolog 2. Quartal 1901: April, Mai und Juni
- Nekrolog 3. Quartal 1901: Juli, August und September
- Nekrolog 4. Quartal 1901: Oktober, November und Dezember

## Datum unbekannt
| Tag | Name                      | Beruf, bekannt als                                                                         | Alter | Beleg |
| --- | ------------------------- | ------------------------------------------------------------------------------------------ | ----- | ----- |
|     | Collins John H. Baronett  | US-amerikanischer Pionier, Scout und Goldsucher                                            |       |       |
|     | Bilin Bilin               | Führer eines Aborigine-Volkes                                                              |       |       |
|     | Georg Böttger             | deutscher Lithograf, Gravierer und Fotograf                                                |       |       |
|     | August Brauser            | deutscher Mediziner                                                                        |       |       |
|     | Adolf Adam von Bruce      | preußischer Beamter und Mäzen                                                              |       |       |
|     | William John Dickson      | britischer Botschafter                                                                     |       |       |
|     | Georgios Fytalis          | griechischer Bildhauer                                                                     |       |       |
|     | Archibald Glenn           | US-amerikanischer Politiker                                                                |       |       |
|     | Guo Yunshen               | chinesischer Kampfkunstexperte                                                             |       |       |
|     | Johann Ludwig Hinrichs    | Baptistenpastor, Mitbegründer der deutschen und kontinentaleuropäischen Baptistengemeinden |       |       |
|     | Otto Reinhold Jacobi      | deutscher Maler                                                                            |       |       |
|     | Adam von Janta Polczynski | Rittergutsbesitzer und Politiker, MdR                                                      |       |       |
|     | Hilary R. W. Johnson      | liberianischer Politiker, zehnter Präsident von Liberia                                    |       |       |
|     | Marcel Lambert            | französischer Fußballspieler                                                               |       |       |
|     | Paul Emile Leboulengé     | belgischer Stabsoffizier und Erfinder                                                      |       |       |
|     | Karol Mestenhauser        | polnischer Tänzer und Tanzlehrer                                                           |       |       |
|     | Karl Adolf Moberg         | finnischer Geologe                                                                         |       |       |
|     | Michael Quirin            | französisch-deutscher Gutsbesitzer, Bürgermeister und Politiker, MdR                       |       |       |
|     | Ricardo Río Díaz          | mexikanischer Pianist, Komponist und Musikpädagoge                                         |       |       |
|     | Léon Roches               | französischer Generalkonsul in Japan                                                       |       |       |
|     | Eugène Rouyer             | französischer Architekt                                                                    |       |       |
|     | Thomas E. Rowan           | US-amerikanischer Politiker                                                                |       |       |
|     | Joseph von Sigmund        | deutscher Diplomat und Politiker, MdR                                                      |       |       |
|     | John Kemp Starley         | englischer Konstrukteur und Produzent von Fahrrädern                                       |       |       |
|     | Hugo Stöhr                | deutscher Badearzt                                                                         |       |       |
|     | Sebastiano Turbiglio      | italienischer Philosoph                                                                    |       |       |
|     | Julie Weick               | österreichische Theaterschauspielerin                                                      |       |       |
|     | Anthony Wilkin            | britischer Forschungsreisender                                                             |       |       |
|     | Jean Baptiste Achille Zo  | französischer Kunstmaler                                                                   |       |       |